# Урожайне (Ніжинський район)
Урожа́йне — село в Україні, у Бобровицькій міській громаді Ніжинського району Чернігівської області. Населення становить 6 осіб (пенсіонери) на 2 двори.

## Історія
На карті РСЧА 1941 р. позначене як х. Григоровка на 13 садиб.
12 червня 2020 року, відповідно до розпорядження Кабінету Міністрів України № 730-р «Про визначення адміністративних центрів та затвердження територій територіальних громад Чернігівської області», увійшло до складу Бобровицької міської громади.
19 липня 2020 року, в результаті адміністративно-територіальної реформи та ліквідації Бобровицького району, увійшло до складу Ніжинського району Чернігівської області.